# Гідрія з Ахіллом у засідці та Поліксеною біля джерела
Гідрія з Ахіллом у засідці та Поліксеною біля джерела — давньогрецька ваза для води зі сценкою з Троянської війни, яку зберігає музей Ермітаж.

## Опис твору
Серед добре збережених керамічних ваз ермітажної збірки — гідрія зі епізодом Троянської війни. Приблизно така ж гідрія подана і у розпису. Художник-вазописець вже дотримувався стилю червонофігурного вазопису, але широко користувався умовностями і економією засобів у малюнку, що були вироблені в попередню добу чорнофігурного вазопису. Так, увесь тулуб вази вкрито чорним лаком, і лише невелика частина «головного фасаду» вази має розпис.
На ньому епізод з Троянської війни. Біля джерела молода дівчина набирає чистої джерельної води. І дівчина, і джерело типові і умовні фігури, зовсім не обов'язково жінки з міста Трої набирали води біля подібного джерела. Це була умовність, відома як у давньогрецькому театрі, так і у вазопису.
Виховані на епосі Гомера стародавні греки розпізнавали в дівчині Поліксену, дочку царя Пріама. Під час Троянської війни Поліксена ходила до джерела у супроводі брата, принца Троїла. За братом Поліксени полював герой війни, Ахілл. Художник подав Ахілла ніби у засідці, бо дівчина, що набирає води, ще не підозрює, що за нею та її братом чатує страшна небезпека. Умовність зображеннябула такою, що художник відмовився від зображення фігури Троїла. Ще одним натяком на майбутню смерть одного з персонажів було зображення гайворона, що сів на камінь облямовки джерела з левиною голівкою. Розвинена художня уява греків успішно домальовувала усе відсутнє…

## Провенанс
Зберігалась у колекції Піццаті, 1834 року перейшла до музейних збірок Ермітажу .